# Asaccus zagrosicus
Asaccus zagrosicus es una especie de reptiles escamosos pertenecientes a la familia Phyllodactylidae.

## Distribución geográfica y hábitat
Es endémica de los montes Zagros, en la provincia de Lorestán, al oeste de Irán. Su rango altitudinal oscila alrededor de 650 m s. n. m..